# Palaeoloxodon falconeri
Palaeoloxodon falconeri (syn. Elephas falconeri) är en utdöd art i familjen elefanter som är känd från fossil som hittades på öar i Medelhavet. Arten dog ut för cirka 12 000 år sedan.
Förfäderna till P. falconeri nådde förmodligen Medelhavsöarna Malta och Sicilien från Nordafrika eller kanske från norra Europa under en period av pleistocen, då havsytan var ungefär 100 meter lägre än idag. Detta minskade avståndet till öarna från fastlandet och öppnade landtungor mellan öarna. Flera djurarter som nådde fram till öarna under denna period genomgick en välkänd process som medförde dvärgväxt. 
Hanen mätte ungefär 95 cm i mankhöjd och vägde ungefär 300 kg, medan honan mätte ungefär 80 cm med en vikt av 165 kg.
Arten hade antagligen blad från buskar och gräs som föda. Som grund för djurets utdöende utpekas jakt från förhistoriska människor. Palaeoloxodon falconeri var inte den enda småväxta elefanten på Medelhavets öar. Till exempel levde Palaeoloxodon cypriotes på Cypern.